# Église Notre-Dame-de-Pitié du Croisic
L'église Notre-Dame-de-Pitié est un lieu de culte catholique situé sur la commune du Croisic, dans le département français de la Loire-Atlantique. Elle est classée au titre des monuments historiques le 25 octobre 1906.

## Présentation
Cette église, de style gothique flamboyant, est dédiée à Notre-Dame-de-la-Pitié. Elle est construite en granit, ses voûtes sont en calcaire. Elle est asymétrique, de forme presque carrée, dotée de quatre nefs à chevet plat et de seize grandes fenêtres ogivales. Les vitraux du XIXe siècle évoquent la vie des saints, des amis de dieu, la vie de la communauté chrétienne du Croisic.

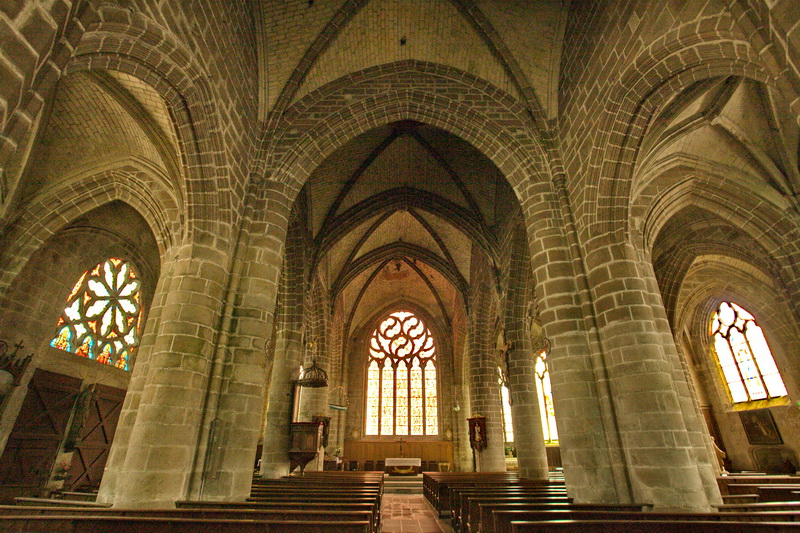
Voûtes de la nef.
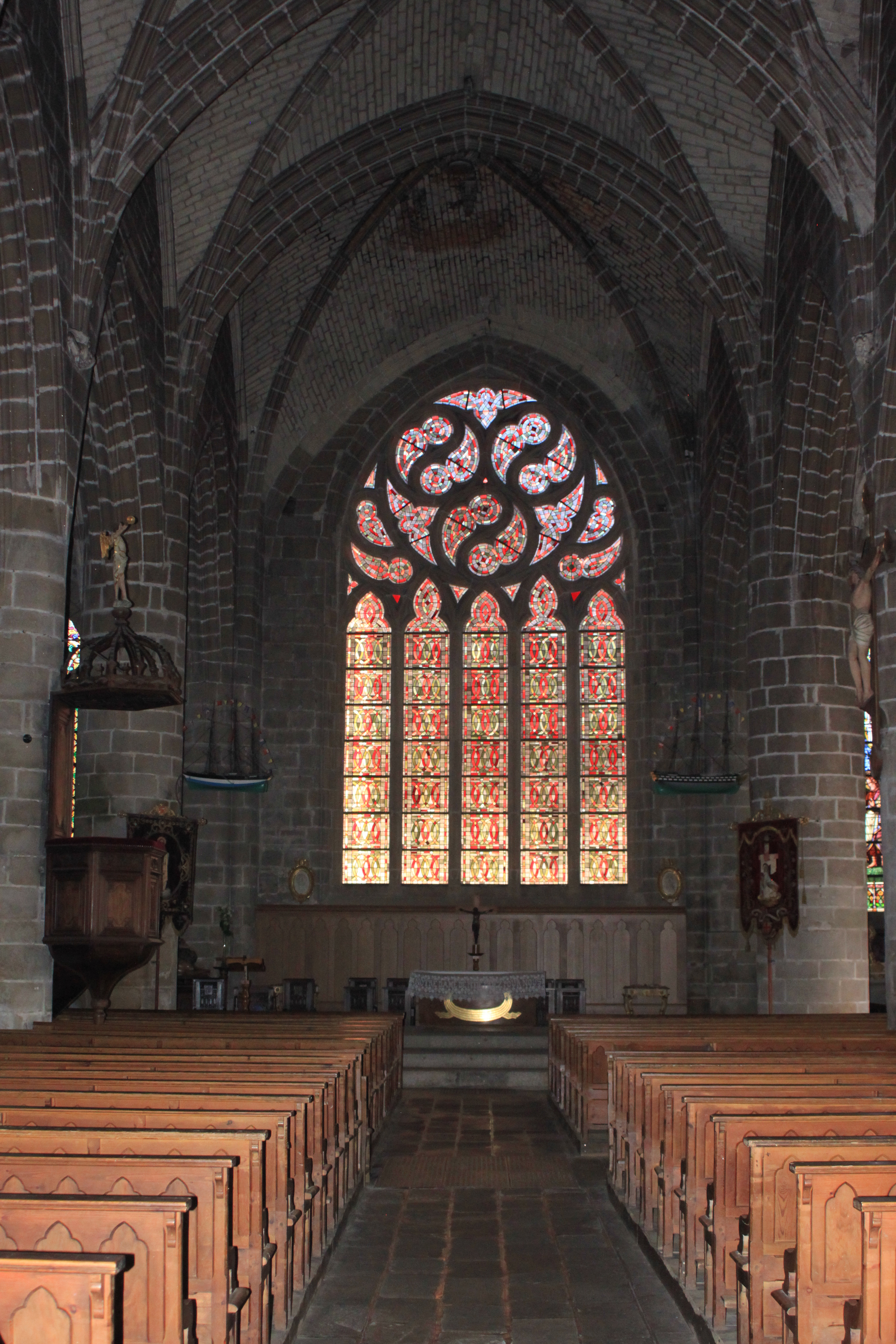
Le vitrail principal.
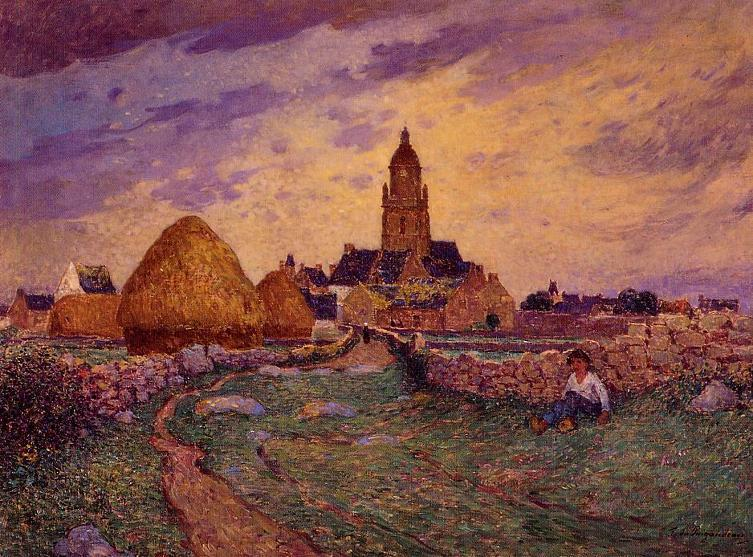
L'église peinte par Ferdinand du Puigaudeau.

## Historique
Les travaux de construction débutent le 4 décembre 1494, avec la pose de la première pierre de l'église par Jacques Penfaut, miseur. Le 15 octobre 1501, le souverain pontife permet aux habitants du Croisic de la faire bénir et consacrer, d'y avoir des fonts baptismaux et d'y faire administrer les sacrements. Le 25 mars 1507, l'église est consacrée par R. Père en Mathieu de Pledran, évêque de Dol-de-Bretagne. En 1525, on procède à la bénédiction de l'édifice alors à peine achevé, puisqu'il semble que les travaux s'étalent jusqu'en 1528. Le 23 août 1528, la porte nord, dite Baptistère, est terminée par Robin, pendant  que Jean Leroy est miseur. La tour, commencée le 6 avril 1526, est achevée vers 1700.
Dès la construction, il semble que des modifications aient été apportées à l'édifice en raison de changement de parti, avec notamment le passage de trois nefs principales à quatre avec l'adjonction d'un deuxième collatéral sud. Le clocher en pierre n'est réalisé qu'à partir de la fin du XVIIe siècle, en remplacement d'une flèche en bois, sur le modèle de la tour récemment édifiée de l'église Saint-Guénolé de Batz-sur-Mer.
Pendant la Révolution française, l'église sert tour à tour de temple républicain, de magasin d'artillerie et d'écurie. Au milieu du XIXe siècle, son état général nécessite de nombreuses réparations qui donnent lieu à d'importantes campagnes de travaux sur les toitures, les verrières, ou encore la construction du presbytère. L'abbé Bigaré, curé de 1840 à 1879, fait réaliser une restauration complète de l'église avec le concours de Henri Gilée, architecte. Le 4 août 1898, le maître autel reçoit une consécration nouvelle des mains de Mgr Legal, évêque auxiliaire de Saint-Albert, au Canada.
L'église est classée Monument historique le 25 octobre 1906 et tout au long du XXe siècle, des travaux de restauration sont entrepris sur les baies, les vitraux, la tour du clocher et les couvertures. Le 13 juin 1963, la grande verrière du chœur de l'église datant du XVe siècle s'effondre et détruit dans sa chute le maître autel et le parquet. La nouvelle verrière est montée en janvier 1967. L'autel actuel, la grande croix et le chandelier, réalisés d'après les plans de M Bué, architecte à Saint-Herblain, sont mis en place dans le courant de l'année 1980. Les travaux importants entrepris pour le 500e anniversaire de la construction concernent les toitures sud et le campanile situé sur le faîtage principal du toit. La verrière ouest et la tribune d'orgue ont également été restaurées tout à la fin du XXe siècle.

## Architecture

### Éléments intérieurs
Autel du Rosaire
L'autel provient de la chapelle des capucins, où il fut posé en 1788. De chaque côté du tabernacle, dans deux petites cartouches, « les conformités, emblèmes des franciscains ». Celle de droite représente les bras entrecroisés de Jésus et de saint François d'Assise et signifie la conformité du disciple au Maître. Celle de gauche représente la Croix entourée de la sainte Couronne.

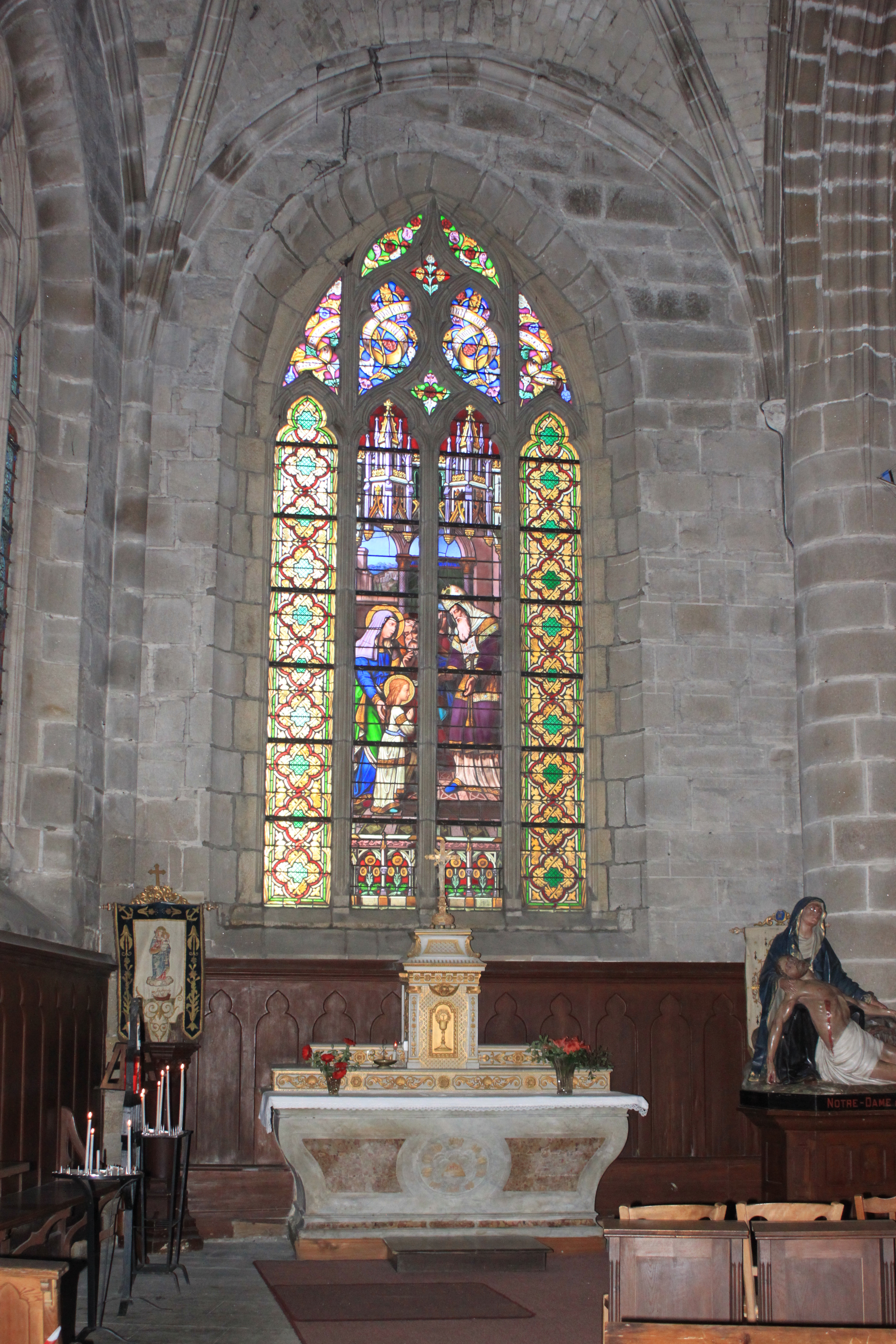
Autel de la chapelle nord.
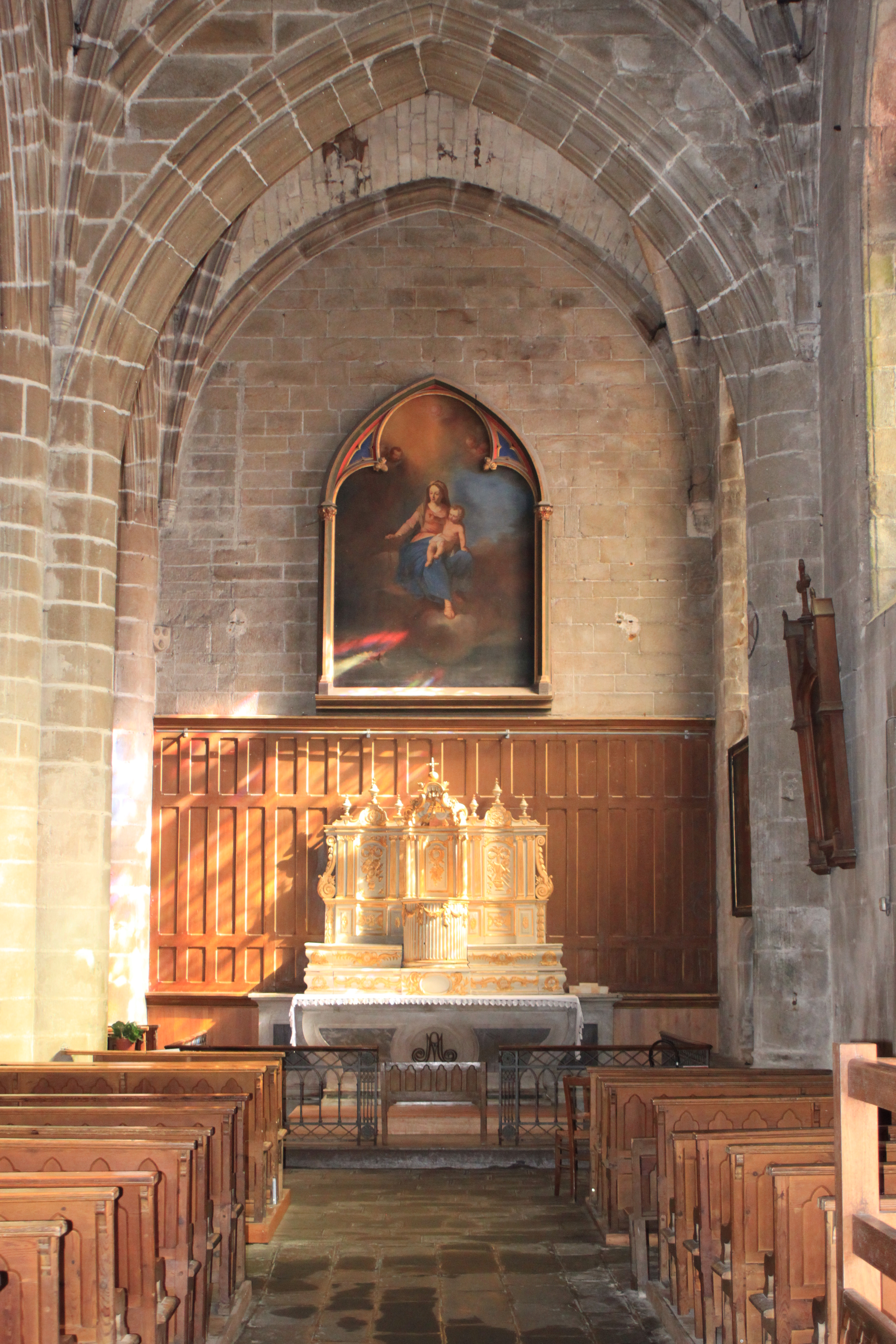
Autel de la chapelle du rosaire.
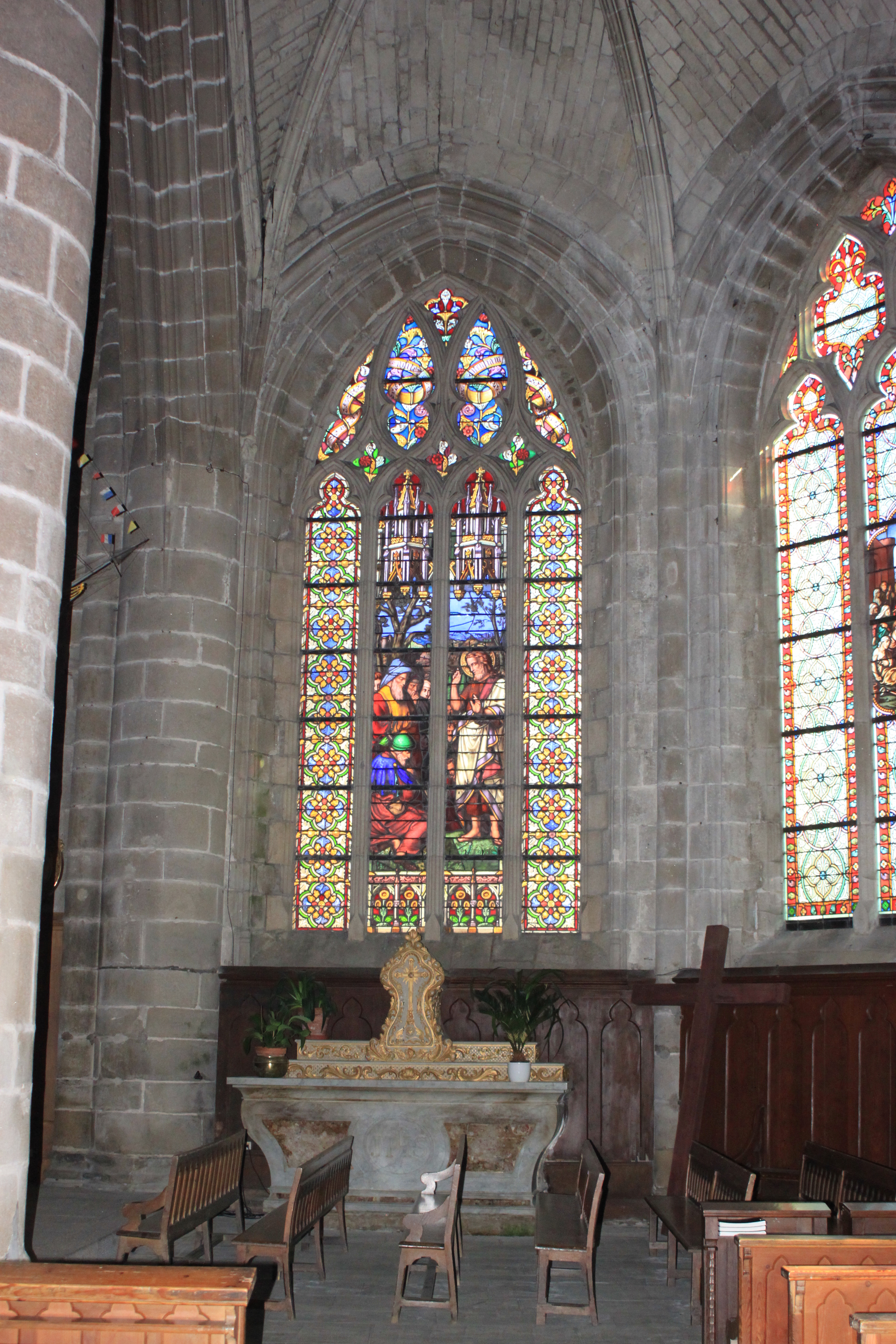
Autel de la chapelle sud.

Voûtes
L'église compte six voûtes peintes datant du XVIe siècle. À l'extrémité de la nef, la mieux conservée représente la sainte Trinité, chaque personnage étant représenté sur un voûtain :
- Dieu le Père, portant une tiare, bénit de la main droite
- Dieu le Fils, Jésus Christ, porte la Croix et montre la plaie d'une de ses mains
- Dieu le Saint-Esprit, tourné vers les deux premiers personnages, tient pour seul attribut un oiseau[2].

Chœur
Deux bateaux datant du XIXe siècle forment des ex-voto. Quatre dalles funéraires proviennent de l'ancien cimetière qui jouxtait l'église au sud. Deux bannières de procession sont visibles. La chaire est l'œuvre d'un ébéniste du Croisic. L'abat-voix est surmonté d'un ange sonnant de la trompette.

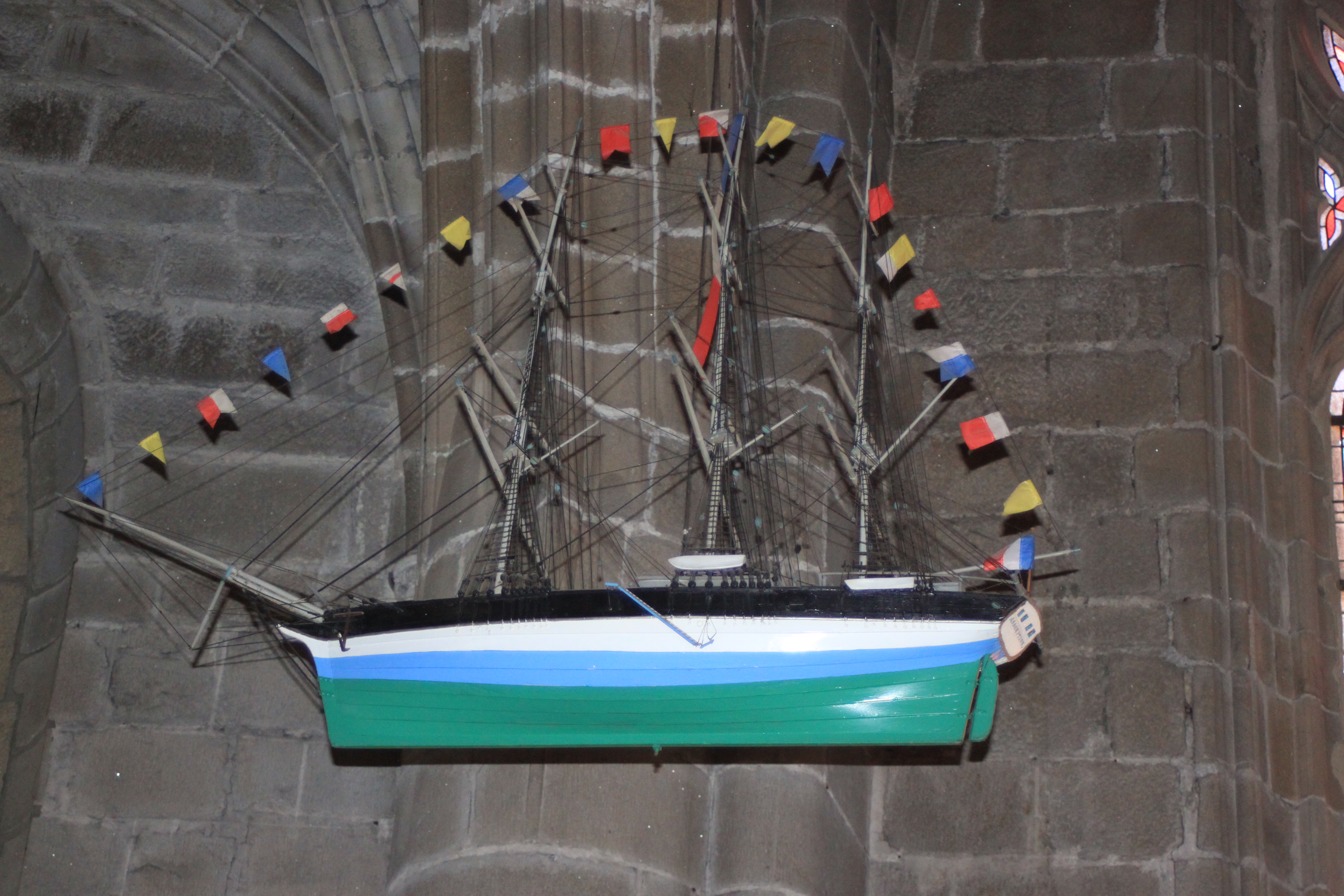
Maquette de bateau ex-voto.
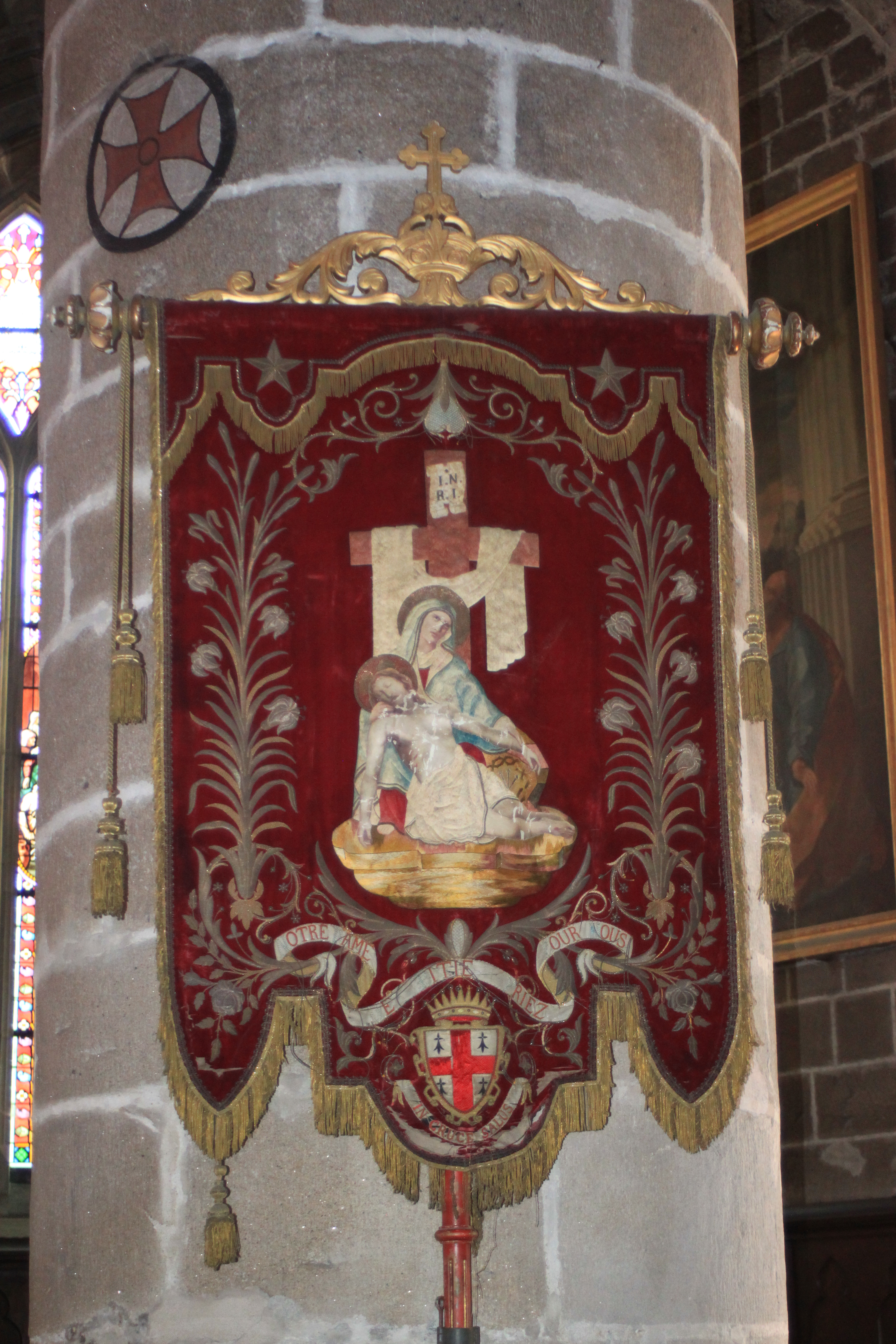
Bannière de procession.
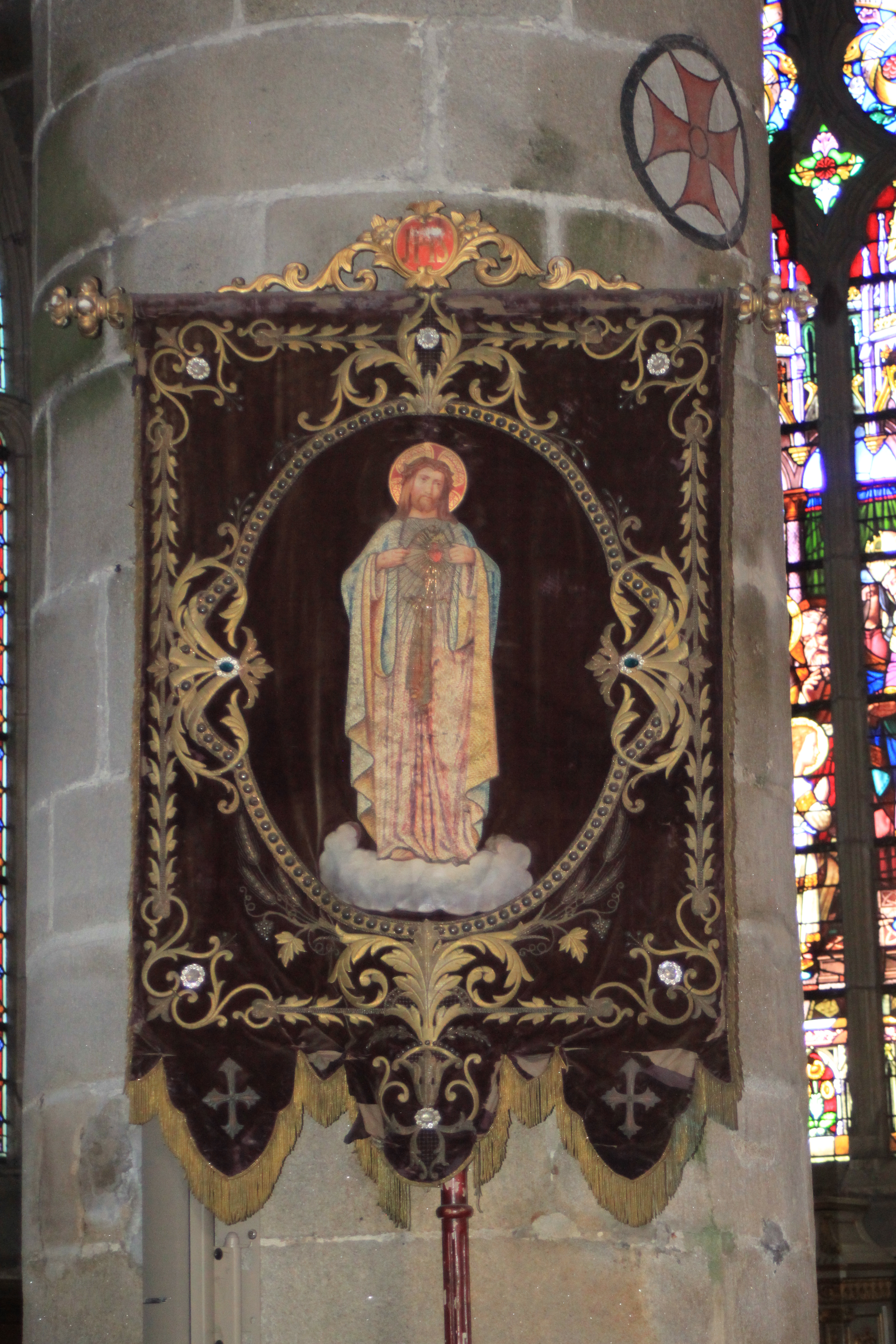
Autre bannière.
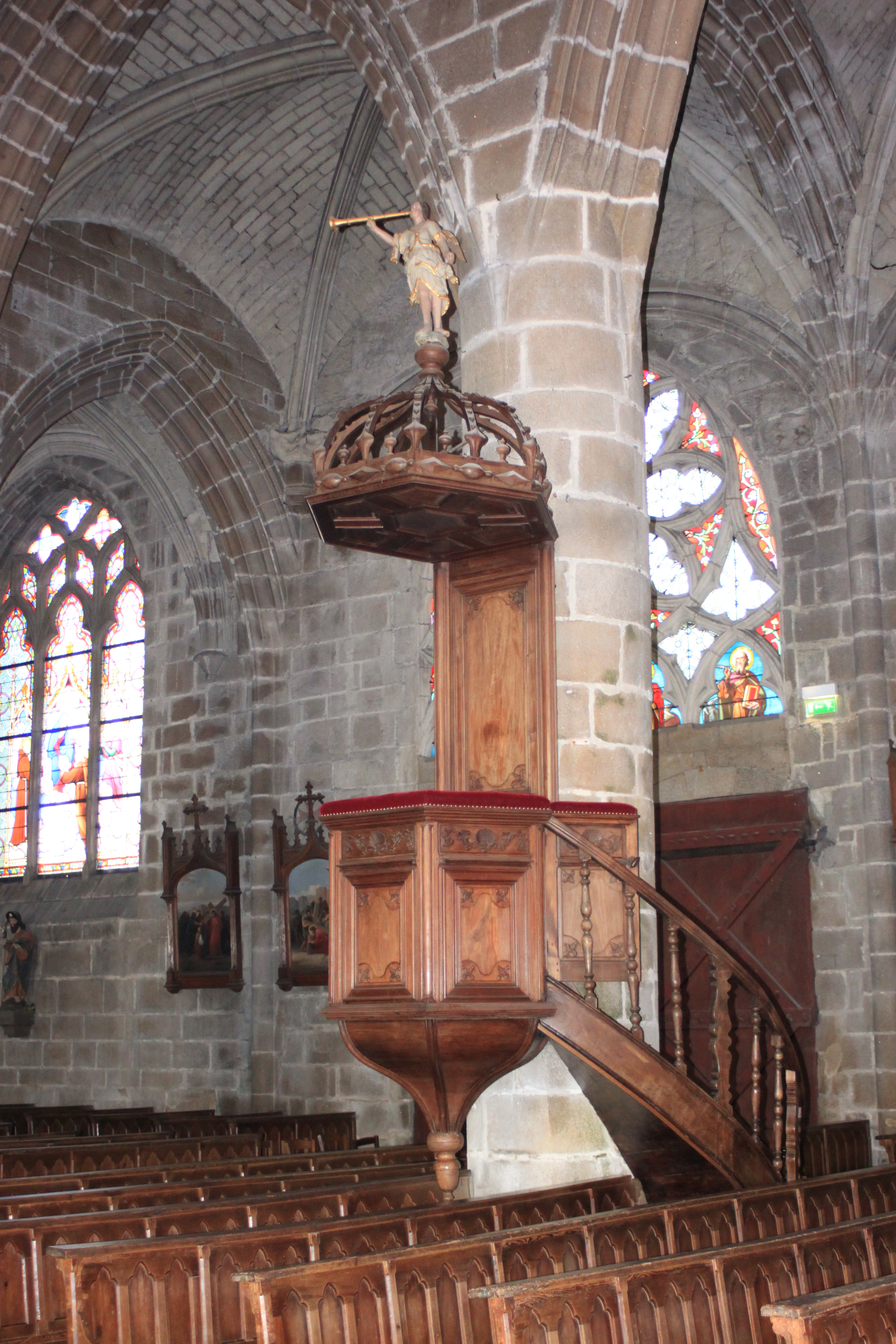
La chaire.

#### Tableaux
Un premier tableau, accroché très haut, est l'œuvre d'Élie Delaunay. Il représente le passage de l'Évangile concernant la « guérison de dix lépreux » par Jésus, habillé en rouge sur la toile. L'un d'entre eux rend gloire à Dieu et revient le remercier (Lc 17,11-19).
Un autre tableau, réalisé par L. Desjardin et accroché encore plus haut, évoque le « passage de la mer Rouge ». Au centre, comme Dieu le lui avait dit, Moïse étend son bâton sur la mer, les hébreux traversent à pied sec, les Égyptiens qui se lancent à leur poursuite sont noyés (Ex 14).
Le tableau au-dessus du bénitier est une œuvre anonyme du XIXe siècle représentant le « couronnement de saint Jean-Baptiste ». Le bénitier octogonal est sans doute un ancien baptistère du XVe siècle.
Le tableau au-dessus de l'autel est un ex-voto, expression du merci des marins à Dieu. Marie porte l'enfant Jésus et tend un chapelet à l'équipage d'un bateau en perdition au milieu d'une mer agitée.
Un tableau anonyme du XVIIIe siècle représente l'« éducation de la Vierge ». Non loin se trouve un enfeu.

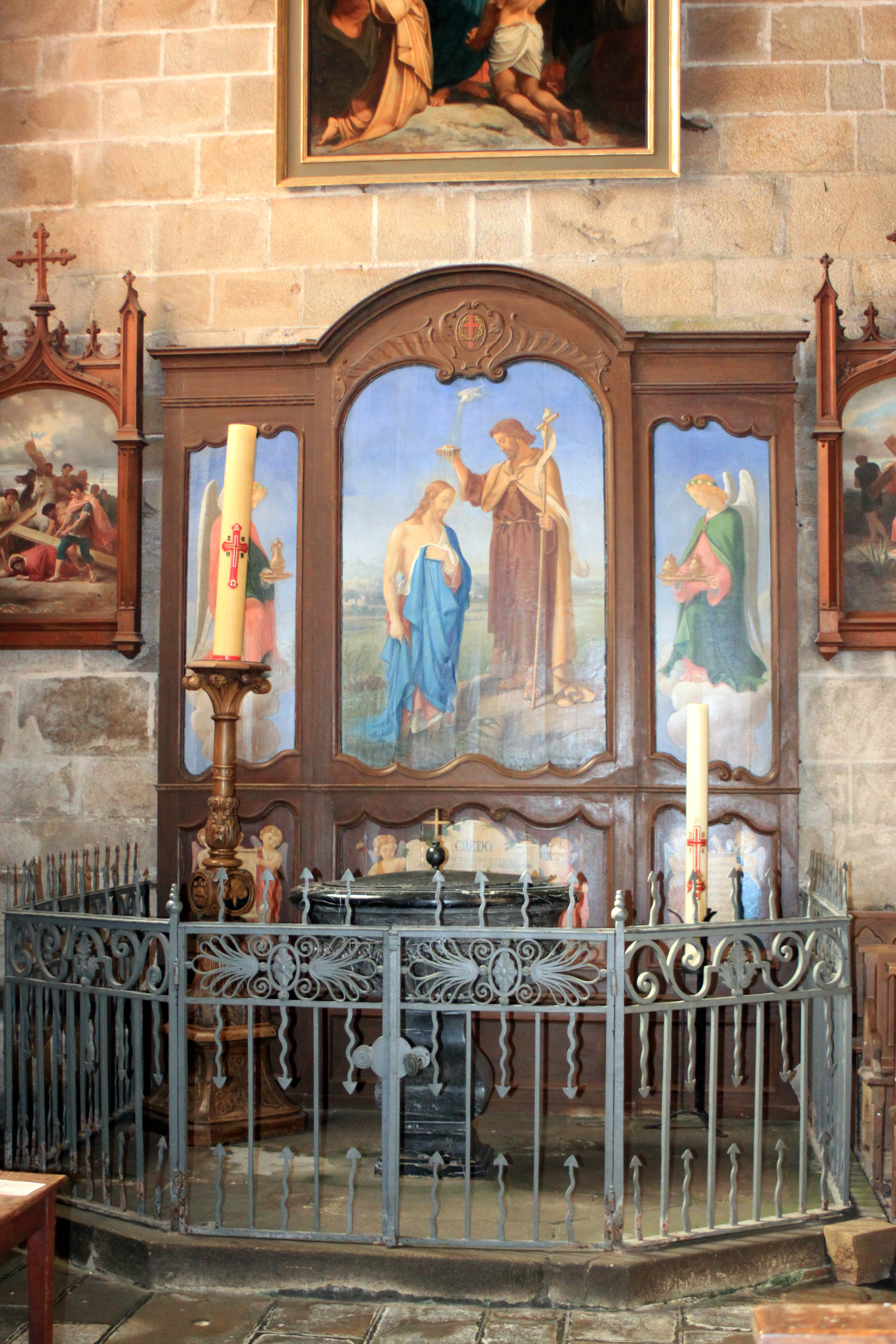
Le baptême du Christ.

#### Statues
Les statues en bois sont du XVIIe siècle et XVIIIe siècle.
Saint Jacques le Majeur est un des douze apôtres. Il porte l'habit de pèlerin de Saint-Jacques-de-Compostelle, composé d'un large chapeau orné d'une coquille saint-Jacques, d'une panetière contenant sa nourriture et d'un bâton de marche. Un hospice dédié à Julien l'Hospitalier, dit saint Julien le Pauvre, accueillait au Croisic les pèlerins venant de Bretagne ou d'Europe du Nord se rendant en Espagne.
Julien de Brioude est un soldat romain martyrisé pour sa foi au IVe siècle. Le village de Brioude est proche des sources de la Loire et cette statue rappelle que l'évangélisation de la région s'est faite par la Loire. La statue saint Julien de Brioude (à gauche en entrant) avait retenu l'attention de Gustave Flaubert et Maxime Du Camp lors de leur voyage en 1847, raconté dans « Par les champs et par les grèves ».
Les autres statues représentent Notre-Dame des vents (sur un pilier), Ecce Homo (voici l'Homme), Notre-Dame de Pitié.

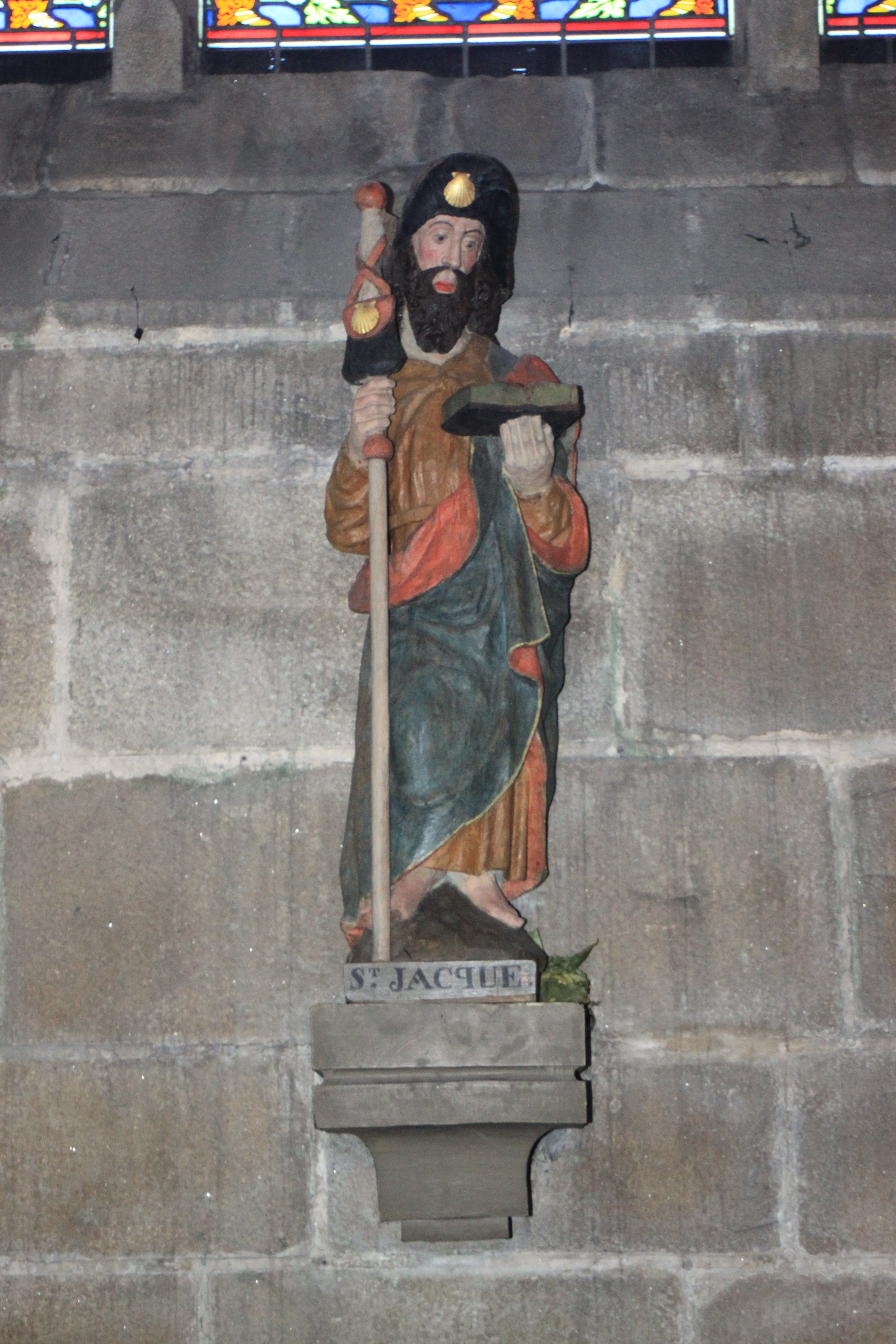
Statue polychrome de saint Jacques.
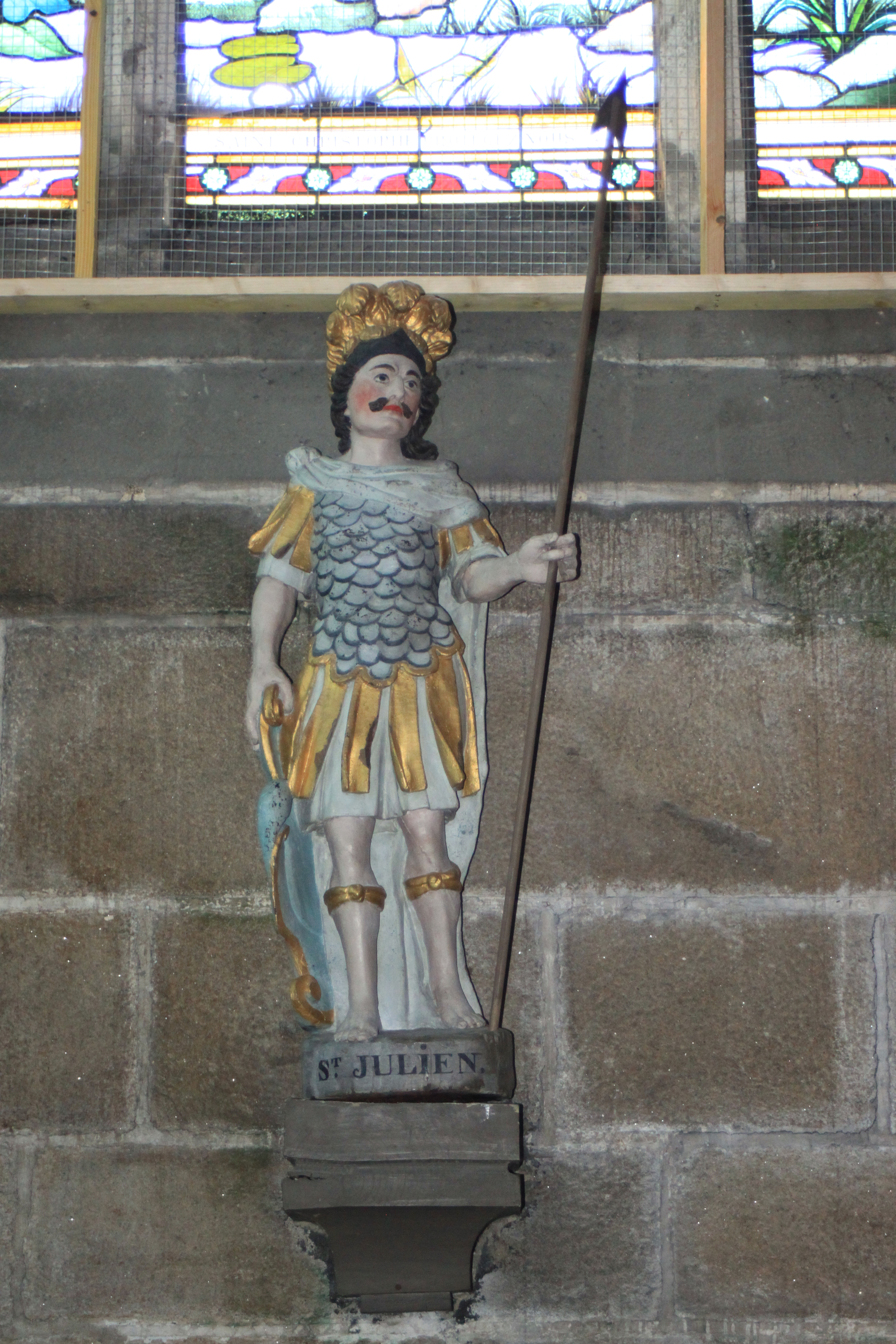
Statue polychrome de saint Julien de Brioude.
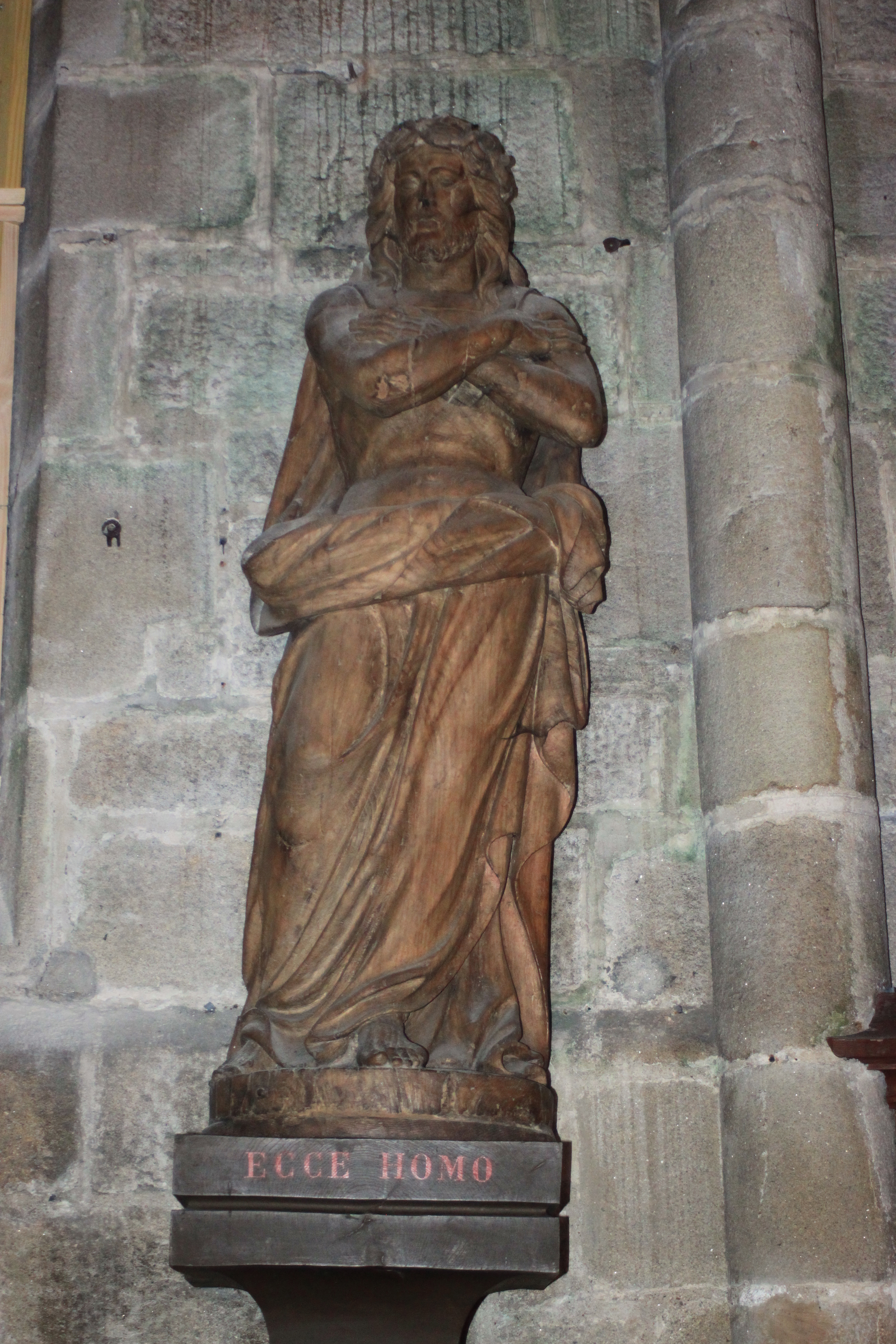
Statue Ecce Homo.
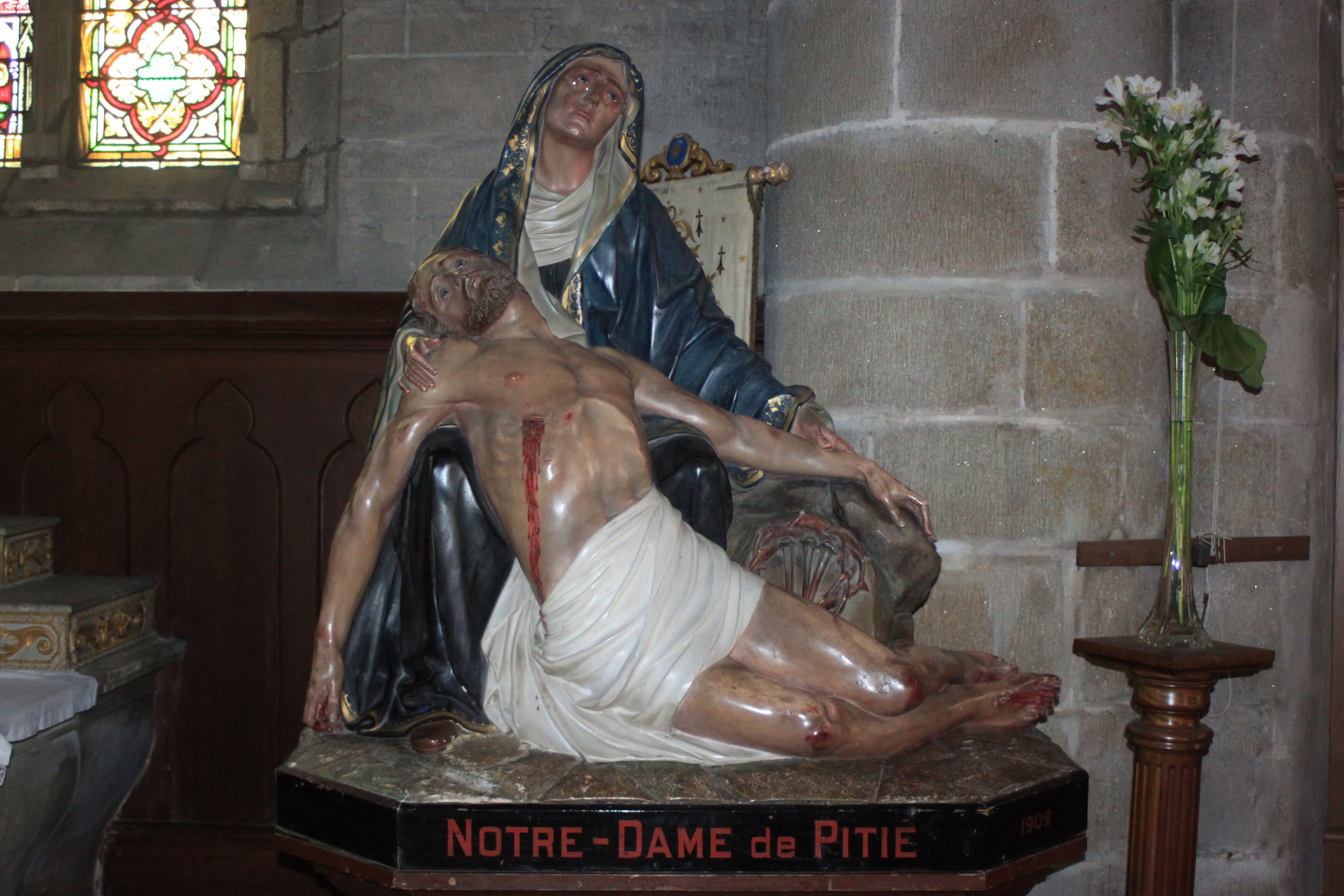
Statue Notre-Dame de Pitié.

#### Vitraux
- Un ensemble de 4 verrières a été réalisé entre 1900 et 1901 par les ateliers Lorin de Chartres, dirigés par Charles Lorin. Cet ensemble est classé monument historique au titre d'immeuble depuis 1906 et répertorié dans l'Inventaire général du patrimoine culturel[5] :
  - Le vitrail de saint Antoine de Padoue (baie 9).
  - Le vitrail de saint Yves (baie 10).
  - Le vitrail de saint Christophe (baie 11) : en passeur, il rappelle qu'autrefois, on allait à Guérande en traversant le Traict du Croisic à marée basse. La croix du Traict était un refuge. Christophe est le saint patron des voyageurs. Selon un dicton, « regarde saint Christophe et va-t'en rassuré »[2].
  - Le vitrail de saint Félix (baie 12) : il évoque la vie de cet évêque de Nantes du VIe siècle, venu au Croisic baptiser les premiers chrétiens de la presqu'île, à l'emplacement actuel de la chapelle du Crucifix. Cette chapelle gothique, située à l'entrée de la ville, est représentée sur la partie supérieure du vitrail. À droite figurent les armes de la ville de Nantes, à gauche, celles du Croisic[2].

Vitraux de Charles Lorin - 1900-1901
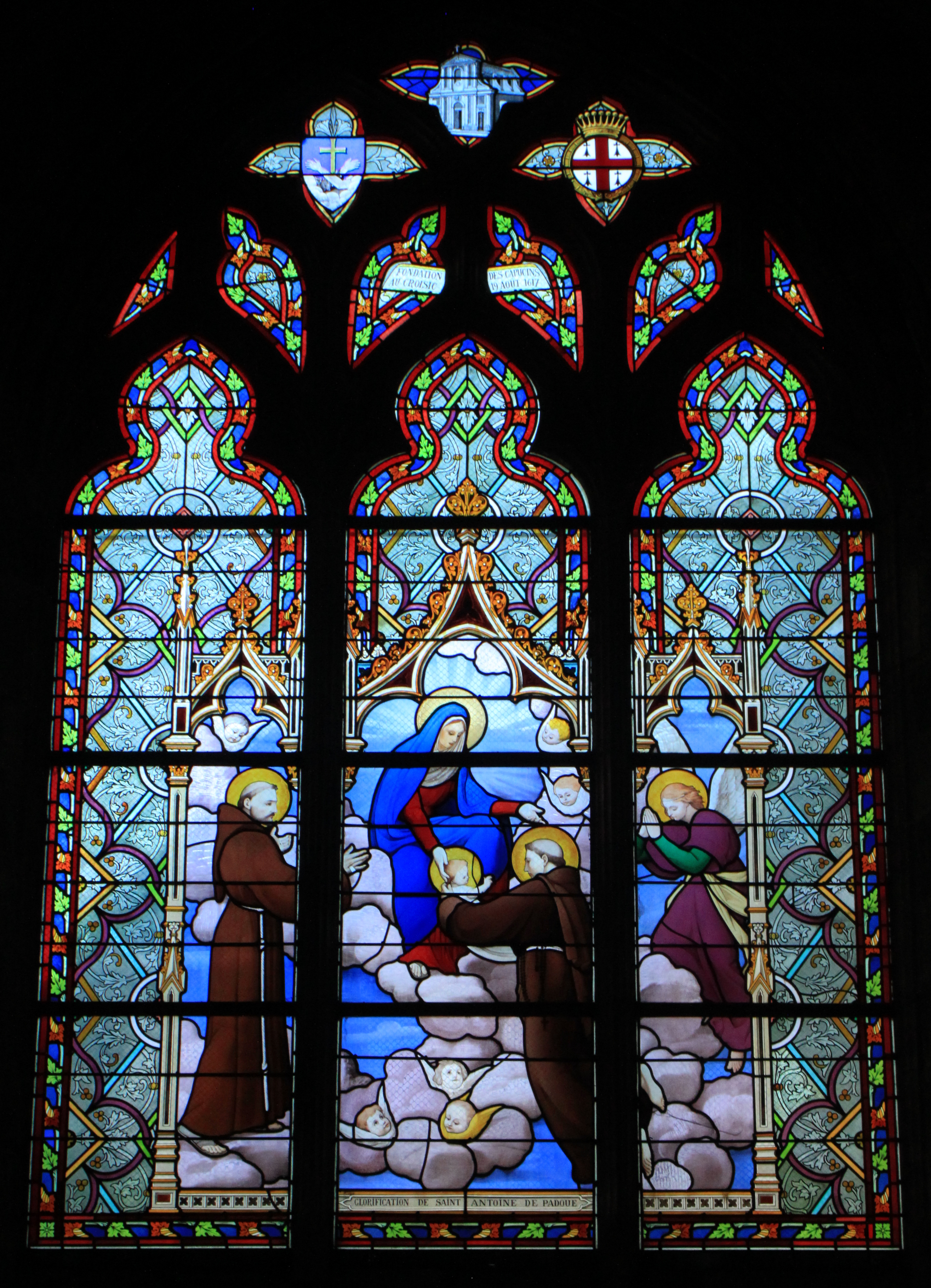
Glorification de saint Antoine-de-Padoue, Fondation des Capucins au Croisic 19 août 1617 (baie 9).
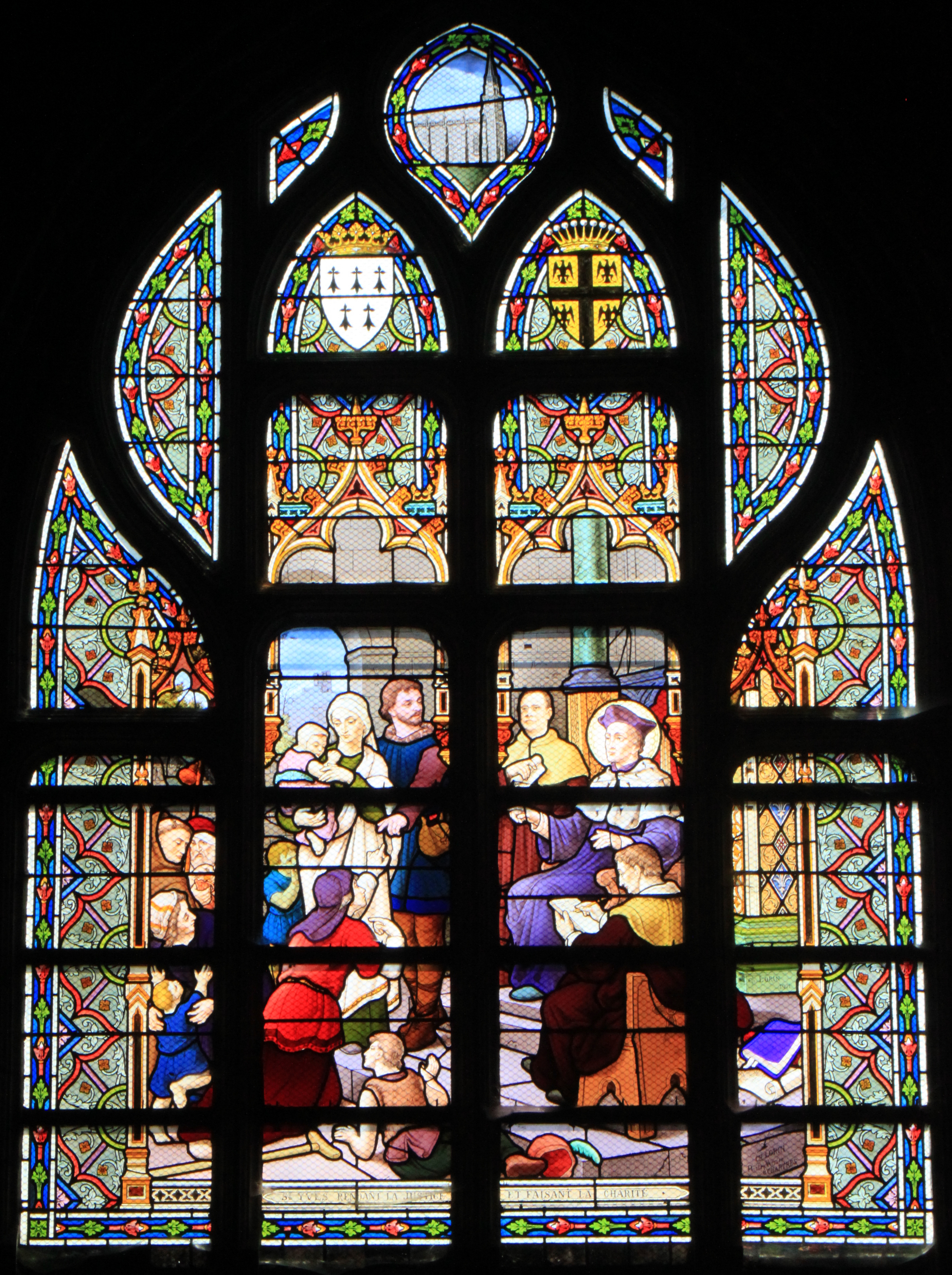
Saint Yves rendant la justice et faisant la charité (baie 10).
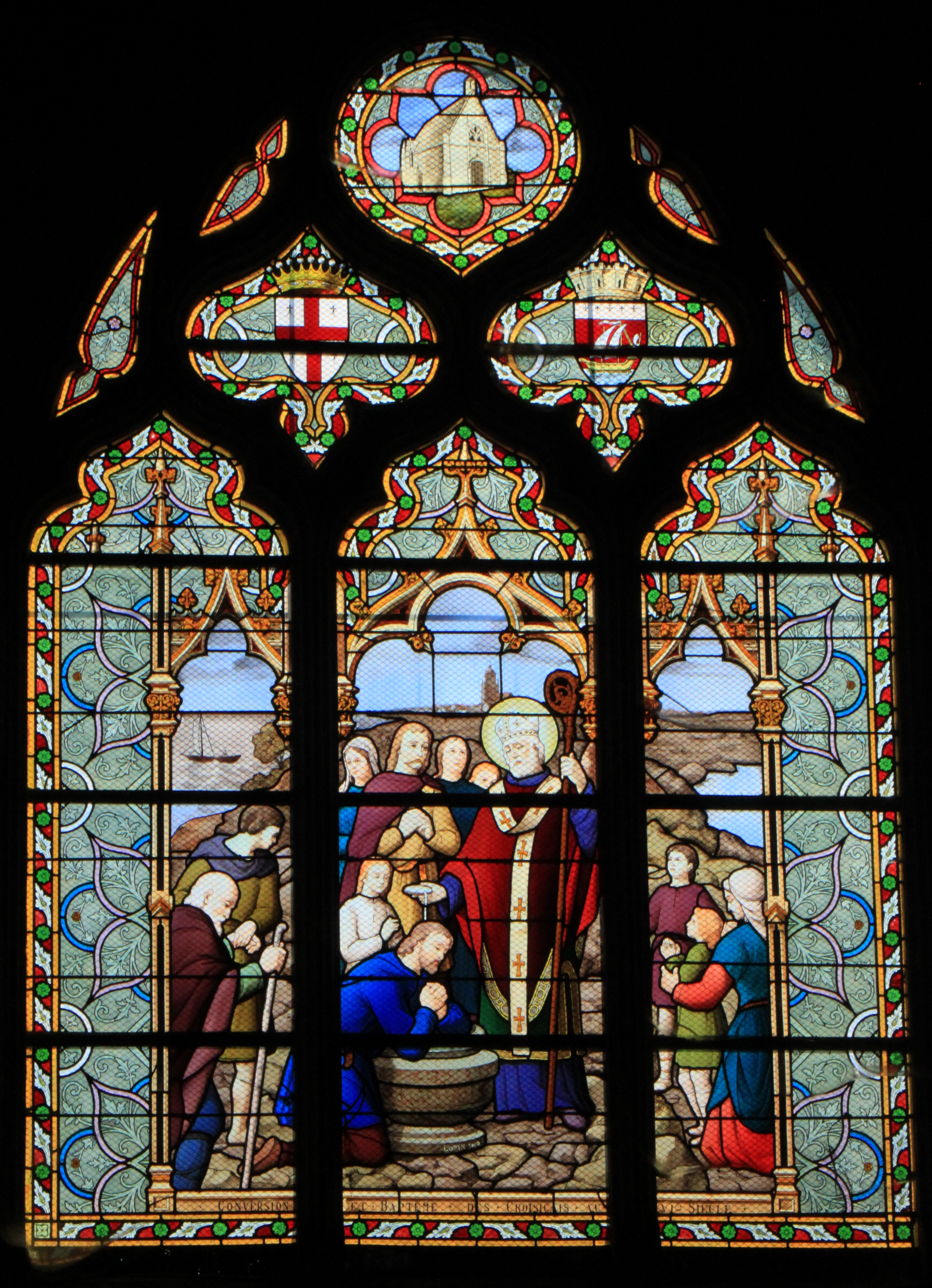
Conversion et baptême des Croisicais au VIe siècle par Félix de Nantes (baie 12).

- Le vitrail de saint Pierre évoque une scène de l'Évangile : la tempête apaisée (Mc 4,35-41 ou Mt 8,23-27)[2].
- Le vitrail de saint Goustan représente ce moine bénédictin venu évangéliser la population du Croisic au Xe siècle[2].

### Éléments extérieurs
Le porche nord
En son état actuel, le porche nord de l'église du Croisic présente un aspect assez pauvre et dépouillé. Hormis une sculpture centrale de pietà assez récente, le décor se résume à une série de voussures ornées de décors végétaux et pourrait être mis en relation avec des exemples un peu identiques, comme le porche droit de la chapelle Sainte-Barbe du Faouët, pratiquement contemporaine.
Les deux zones de tuffeau visibles de part et d'autre du porche en partie basse et sur la face externe de ces voussures sont symétriques. La niche avec dais et base ornée est une marque caractéristique de l'architecture gothique en Bretagne de cette époque.